# Leptogaster nerophana
Leptogaster nerophana là một loài ruồi trong họ Asilidae. Leptogaster nerophana được Oldroyd miêu tả năm 1960. Loài này phân bố ở vùng nhiệt đới châu Phi.